# Флорес, Мигель
Миге́ль Фло́рес Эспино́са (исп. Miguel Flores Espinoza; 11 октября 1920, Тальталь, Антофагаста — 15 января 2002, Сантьяго) — чилийский футболист, играл на позиции защитника. Участник чемпионата мира 1950 года.

## Биография

### Клубная карьера
В течение семи сезонов Флорес играл за «Магальянес», с которым в 1943 и 1944 годах занимал третье место в Примере Дивисьон. Затем он перешёл в «Универсидад де Чили», за который отыграл два сезона. За свою карьеру он так и не выиграл никаких трофеев с клубами за которые играл.

### Карьера в сборной
Дебютировал за сборную Чили 13 апреля 1949 года в рамках чемпионата Южной Америки в матче со сборной Бразилии (1:2) и в этом матче он был удалён. Затем он сыграл в двух матчах со сборной Перу (0:3) и Уругвая (3:1).
Входил в состав сборной Чили на чемпионате мира 1950 года, но на поле не выходил.

### Смерть
Скончался 15 января 2002 года в возрасте 81 года.